# Clara Monti Danielsson
Clara Monti Danielsson, född 30 januari 1992 i Uppåkra utanför Lund, är en svensk handbollsspelare. Hon spelar som mittsexa i anfall och är högerhänt.

## Karriär
Clara Monti Danielsson började spela handboll i Lugi HF och representerade moderklubben till 2015. Efter ungdomsåren spelade hon utvecklingslaget HK Farmen i division 2. Efter några år där flyttades hon upp till A-laget 2008. Clara Monti Danielsson är en mycket stark försvarsspelare, snabb i benen läser spelet och offrar sig för laget. Hon bildade under flera år mittlås i Lugi med Anna Lagerquist. 2012 och 2013 var hon med när klubben tog sig till SM-final men båda slutade med förluster. 2015 flyttade hon till danska Randers HK. Det var inte helt lätt att anpassa sig i Danmark. Efter tre år i Randers bytte hon 2018 klubb till Esbjerg. Redan första året bjöd på dansk ligatitel med Team Esbjerg. I EHF -cupen 2019 nådde Esbjerg finalen men fick se sig besegrade av Siofok från Ungern. Efter sitt andra danska mästerskapsguld lämnade Monti Danielsson Team Esbjerg för tyska Borussia Dortmund. Efter att ha spelat en säsong och vunnit tyska mästerskapet 2021 lämnar hon klubben för franska Chambray Touraine.

### Landslagsspel
Landslagskarriären började tidigt i junior- och ungdomslandslag. Clara Monti Danielsson tillhörde den gyllene generationen 1992/1993 som tog JVM-guld 2010 och upprepade bedriften 2012 med U20-VM-guld. Hon har bara spelat 8 A-landskamper och gjort 1 mål, men det har varit mycket bänknötande och inget spel så hon har inte lyckats slå sig in i A-landslaget. Hon blev uttagen i bruttotruppen till hemma-EM 2016 men ratades till förmån för förra klubbkamraten Anna Lagerquist. Hon gjorde sitt första A-landslagsmål 2017 i EM-kval mot Färöarna. 2022 fick åter chansen i landslaget i EM-kval mot Serbien efter att inte ha spelat i landslaget under fem år. Hon blev uttagen att delta i EM 2022, vilket blev hennes mästerskapsdebut.